# Isthmus-Schrift
Die Isthmus-Schrift (engl. Isthmian script) ist eine frühe mesoamerikanische Schrift, die in den Jahrhunderten vor und nach Christi Geburt nördlich, nordwestlich und östlich des Isthmus von Tehuantepec verbreitet war. Die Schrift ist bisher nicht sicher entziffert, die zugrunde liegende Sprache (Epi-Olmec „Epi-Olmekisch“, ISO 639:3 [xep]) ist ebenfalls nicht zuverlässig bestimmt.

## Struktur

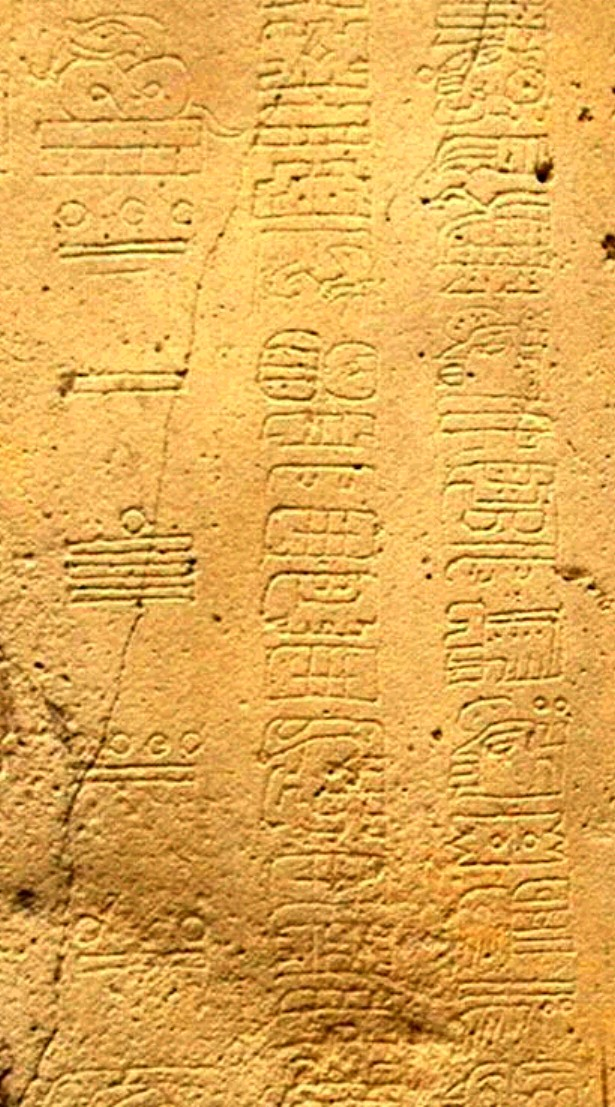
Lange Zählung und zwei Textspalten (Ausschnitt) der Mojarra Stele 1

Die Schrift wird wie die ungefähr gleichzeitige Schrift von Monte Albán in Spalten geschrieben, die einzeln von oben nach unten gelesen werden. Die Zeichen können sowohl abstrakt sein, als auch figürlich Gesichter, Tierköpfe und Objekten darstellen. Die Schrift beruhte vor allem auf Silbenzeichen, die teilweise mit Logogrammen kombiniert wurden; einige Zeichen sind nach Justeson und Kaufman (siehe weiter unten) reine Logogramme. Manche Inschriften enthalten eine Zahlenreihe, die sich in der Langen Zählung der Mayaschrift lesen und auf europäische Daten umrechnen lässt.

## Funde

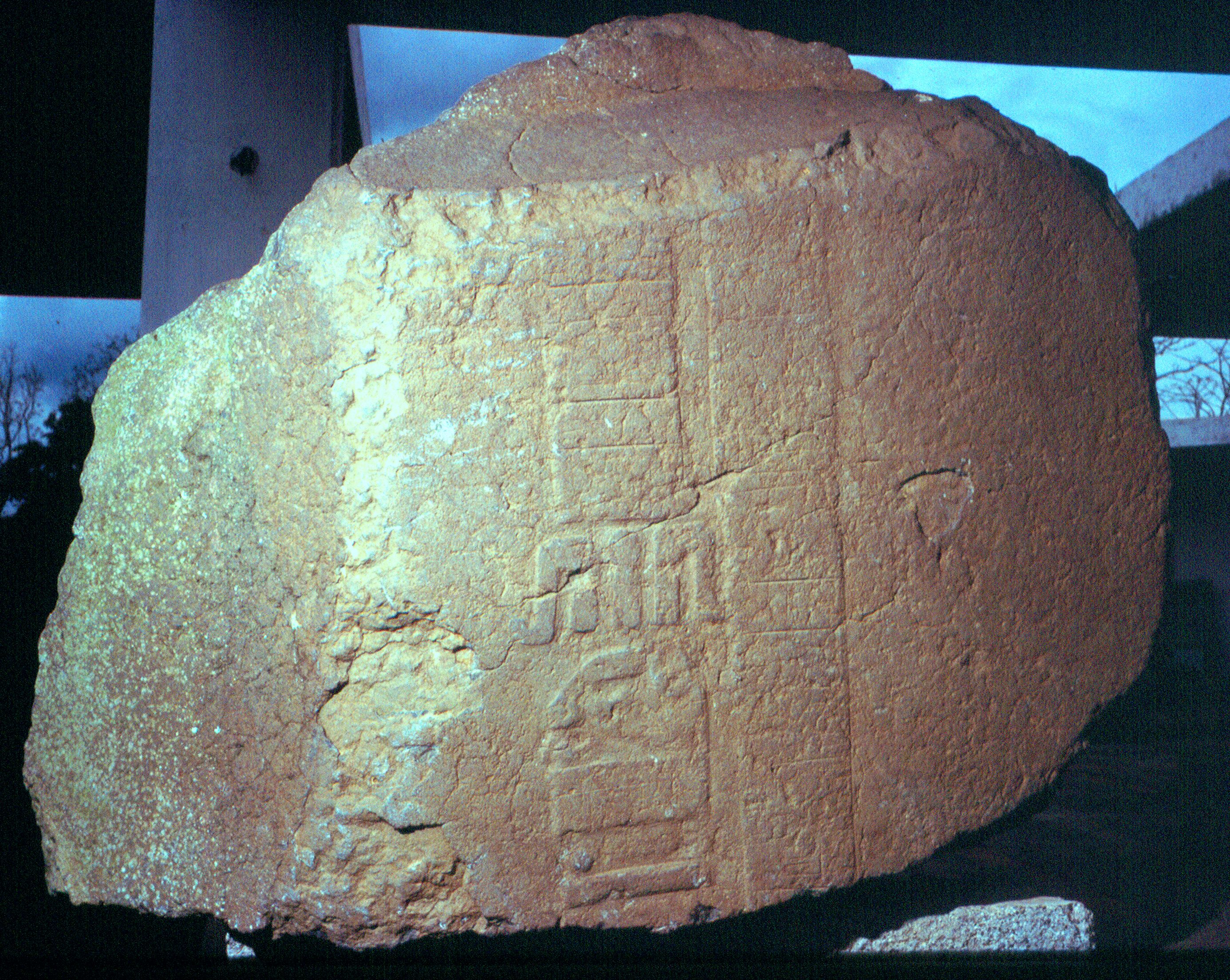
Obere Hälfte der Stele C von Tres Zapotes mit Anfang des Kalenderdatums

Die Zahl der Funde mit Inschriften, die der Isthmus-Schrift zuzuordnen sind, ist gering.
- Die La Mojarra Stele 1, ein 1,4 m × 2 m großer Kalksteinblock, wurde 1986 aus dem Acula-Fluss in der Nähe der archäologischen Fundstelle von Tres Zapotes geborgen. Die Inschrift ist mit 535 Zeichenblöcken ungewöhnlich lang und enthält Daten der Langen Zählung für die Jahre 143 und 156.
- Die Tuxtla-Statuette, im Jahre 1902 gefunden, ist eine vogelartige Figur aus Grünstein, an deren Seiten in mehreren Spalten 75 Zeichen sowie ein Datum aus dem Jahre 162 stehen.
- Die Stele C von Tres Zapotes wurde 1939 als Bruchstück ausgegraben mit einer stark erodierten Spalte Text und einem Datum der Langen Zählung für den 4. September 32 (julianisch) v. Chr. Der Rest wurde 1969 gefunden.
- Eine Steinmaske im Teotihuacán-Stil weist rund 100 Zeichen auf.
- Mehrere identische Stelen von Cerro de las Mesas, mit einer oder zwei Spalten, enthalten kurze, stark verwitterte Texte und jeweils ein Datum der Langen Zählung aus den ersten Jahrhunderten nach Christus.
- Eine Tonscherbe aus Chiapa de Corzo weist wenige Zeichen auf.
- Die Stele 2 von Chiapa de Corzo enthält ein Datum der Langen Zählung, das dem 9. Dezember (julianisch) des Jahres 36 v. Chr. entspricht.

## Entzifferungsversuch
Nicht nur die Schrift ist bisher nicht entziffert, auch die zugrunde liegende Sprache ist ebenfalls nicht bestimmt. 
Die beiden nordamerikanischen Sprachwissenschaftler John Justeson und Terrence Kaufman haben 1993 einen Entzifferungsversuch veröffentlicht, in dem sie die Sprache der Inschrift von La Mojarra als zur Mixe-Zoque-Sprachfamilie gehörig postulierten. Später veröffentlichten sie auf der Grundlage eines neu entdeckten Teiles derselben Inschrift eine Bestätigung ihrer früheren Ergebnisse und eine sehr eingehende Zusammenfassung. Von anderen Spezialisten, insbesondere der Maya-Schrift, wurden die Ergebnisse der beiden Wissenschaftler stark in Zweifel gezogen.
In einem 2025 beginnenden mehrjährigen Forschungsprojekt der Universität Köln unter Leitung von Svenja Bonmann ist beabsichtigt, die Schrift im Hinblick auf drei indigene Sprachen, nämlich Mixe-Zoque, Otomangue and Huastekisch hin zu analysieren.